# NGC 2516
NGC 2516 je otvoreni skup u zviježđu Kobilici. 

## Vanjske poveznice
- SEDS: NGC 2516